# Jövendő (folyóirat, 1903–1906)
A Jövendő 1903 és 1906 között Budapesten megjelent irodalmi és politikai hetilap volt.

## Szerkesztői, munkatársai, irányultsága
A folyóirat 1903. március 1-jén indult meg Lampel Róbert kiadásában és Bródy Sándor szerkesztésében. A lap főmunkatársai Ambrus Zoltán és Gárdonyi Géza voltak, 1904-ben Heltai Jenő is csatlakozott hozzájuk. 1905-től – Bródy öngyilkossági kísérlete után – Lóránt Dezső vette át a folyóirat szerkesztését. A századelő haladó szellemű és radikális hangvételű polgári lapja volt, politikailag Tisza István és első kormánya ellenében fogalmazta meg magát, friss szellemiséggel ostorozta a konzervatív közéleti és erkölcsi megnyilvánulásokat. Szépirodalmi tekintetben a kortárs francia és orosz irodalmi áramlatok felé tájékozódott, a Nyugat előfutáraként tartják számon. A lap 1906 októberében megszűnt.
Fontos állandó szerzői közé tartozott Rákosi Jenő, Kazár Emil, Schmitt Jenő, Kenedi Géza, Bede Jób, Rákosi Viktor, Radó Antal, Kovács Dezső, Tömörkény István, Kóbor Tamás, Pekár Gyula, Szomory Dezső, Thury Zoltán, Hevesi Sándor, Nagy Endre, Pásztor Árpád, Ady Endre, Molnár Ferenc, Erdős Renée és Oláh Gábor.

## Külső hivatkozások
- A Jövendő digitalizált kötetei a REAL-J-ben